# Corps Nassovia Würzburg
Das Corps Nassovia Würzburg ist eine Studentenverbindung im Kösener Senioren-Convents-Verband (KSCV), dem zweitältesten Dachverband studentischer Korporationen. Es vereint Studenten und Alumni der Julius-Maximilians-Universität Würzburg und der Technischen Hochschule Würzburg-Schweinfurt. Das Corps ist pflichtschlagend und farbentragend. Seine Mitglieder werden „Würzburger Nassauer“ genannt.

## Couleur, Wahlspruch, Zirkel
Nassovia führt die Farben blau-weiß-orange. Das Band der Corpsburschen ist blau-weiß-orange mit silberner Perkussion, das der Füchse zweifarbig blau-orange. Zu besonderen Anlässen wird eine orangefarbene Mütze getragen. Der Wahlspruch des Corps lautet: „Virtuti semper corona“. Den Zirkel des Corps bildet ein mit den Buchstaben v, f, und c verschlungenes N: vivant fratres conjuncti Nassoviae.

## Corpswappen
Das Wappen des Corps besteht aus einem viergeteilten Schild mit einem Herzschild in der Mitte. Heraldisch gesehen finden sich rechts im oberen Feld zwei mit dem Corpsband umschlungene gekreuzte Schläger und die Buchstaben G. U. N. für den Waffenspruch gladius ultor noster. Links im oberen Feld befindet sich der aufsteigende goldene Nassauerlöwe auf blauem Grund mit seinen sieben begleitenden Schindeln, rechts im unteren Feld die Farben des Corps blau-weiß-orange schräg gestellt, links im unteren Feld das Stiftungsdatum 1. I. 1836 von einem Eichenkranz umwunden. Der silberne Herzschild trägt den Zirkel des Corps. Auf dem Schildrand steht in goldenen Buchstaben auf blauem Grund der Wahlspruch des Corps „virtuti semper corona“.

## Zielsetzung des Corps
Das Corps Nassovia will seine Mitglieder ohne Beeinflussung der politischen, religiösen und wissenschaftlichen Richtung zu charaktervollen, tatkräftigen und pflichttreuen, dem deutschen Kulturraum verbundenen Männern heranbilden. Es steht somit auch Ausländern unabhängig von der Herkunft und der Hautfarbe offen. Es fordert von seinen Mitgliedern die Vertretung der eigenen Meinung sowie Toleranz und Achtung gegenüber Andersdenkenden. In freiwilliger Einordnung in die Corpsgemeinschaft und in gegenseitiger Erziehung sollen die jungen Corpsbrüder Frohsinn mit ernstem Studium, geistige Interessen mit sportlicher Betätigung vereinen. Das Corps fordert Studium und Ausbildungsabschluss seiner Mitglieder. Der Nassauer nimmt Anteil an der Entwicklung Europas. Vorträge und Diskussionen sollen sein Interesse und sein Wissen fördern. Das Corps bekennt sich zum studentischen Fechten und verlangt die Bestimmungsmensur.

## Geschichte

Füchse der Nassovia, 1896

Das Corps wurde am 1. Januar 1836 durch den Göttinger Nassauer Nolte und zwölf weitere Würzburger Studenten gestiftet und am 4. Juli 1836 in den Würzburger Senioren-Convent recipiert. Bereits am 6. Juni 1836 hatte es nach Vorlage der Statuten und Mitgliederliste die behördliche Genehmigung erhalten. Da mehrere Aktive aus Nassau und Hessen stammten, wurde die neue Verbindung „Nassovia“ genannt und als Corpsfarben die unter Hinzufügung von Weiß zur Trikolore erweiterten Farben des Hauses Nassau-Oranien (blau-orange) gewählt. Als erstes Waffencorps in Würzburg unterhielt Nassovia von Beginn ihrer Gründung an enge Beziehungen zu Corps an anderen Universitäten Deutschlands und der Schweiz. Es erlaubte den älteren Corpsburschen, bei einem anderen Corps aktiv zu werden. Das bedeutete zugleich gegenseitige Unterstützung der miteinander freundschaftlich verbundenen Corps, was sich besonders in Krisenzeiten bewährte.
Als erste Würzburger Studentenverbindung hatte die Nassovia mit den Jurastudenten Karl und Josef von Hirsch (1831–1920) 1851 jüdische Studenten aufgenommen (Es folgten Moenania, Germania, Teutonia und Makaria).

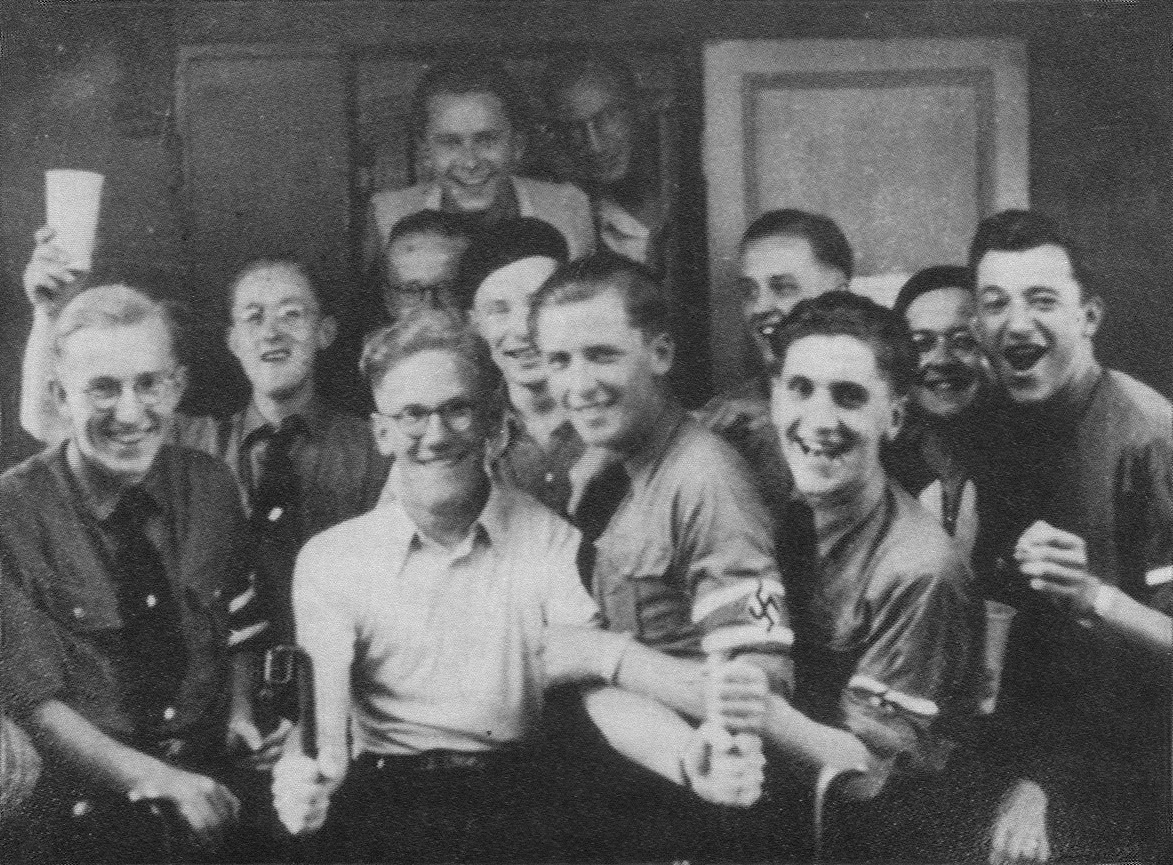
NS-Kameradschaft „Albrecht der Bär“ (1939)

1936 musste Nassovia auf Anordnung der NS-Machthaber suspendieren. In der Kameradschaft „Albrecht der Bär“, die ihren Sitz auf dem Nassauerhaus nahm, bildete sich aber 1938 ein kleiner Kreis Würzburger Studenten, die die Tradition der verbotenen Nassovia fortführten. Nach dem Kriege erhielten sie vom Altherrenverband als Anerkennung und Dank das Nassauerband (IdC) verliehen. Nach der Rekonstitution des Hausvereins 1949 konnte das aktive Corpsleben zum Sommersemester 1951 mit Unterstützung der Verhältniscorps Hannovera Göttingen, Hasso-Nassovia, Franconia Tübingen und Rhenania Heidelberg wieder beginnen.
Mittels einer Patenschaft sicherte Nassovia während der Zeit der deutschen Teilung nach 1945 den Fortbestand des Corps Visigothia Rostock und ermöglichte so die Rekonstitution der Visigothia nach der Wiedervereinigung 1991 in Rostock. Mit Matthias Stier stellte Nassovia im Jahr 2012 den Vorortsprecher des KSCV.
Im März 2009 waren Mitglieder der Nassovia an der Stiftung des Corps Nassovia Budapest beteiligt, dem ersten Corps in Ungarn.

## Corpshaus

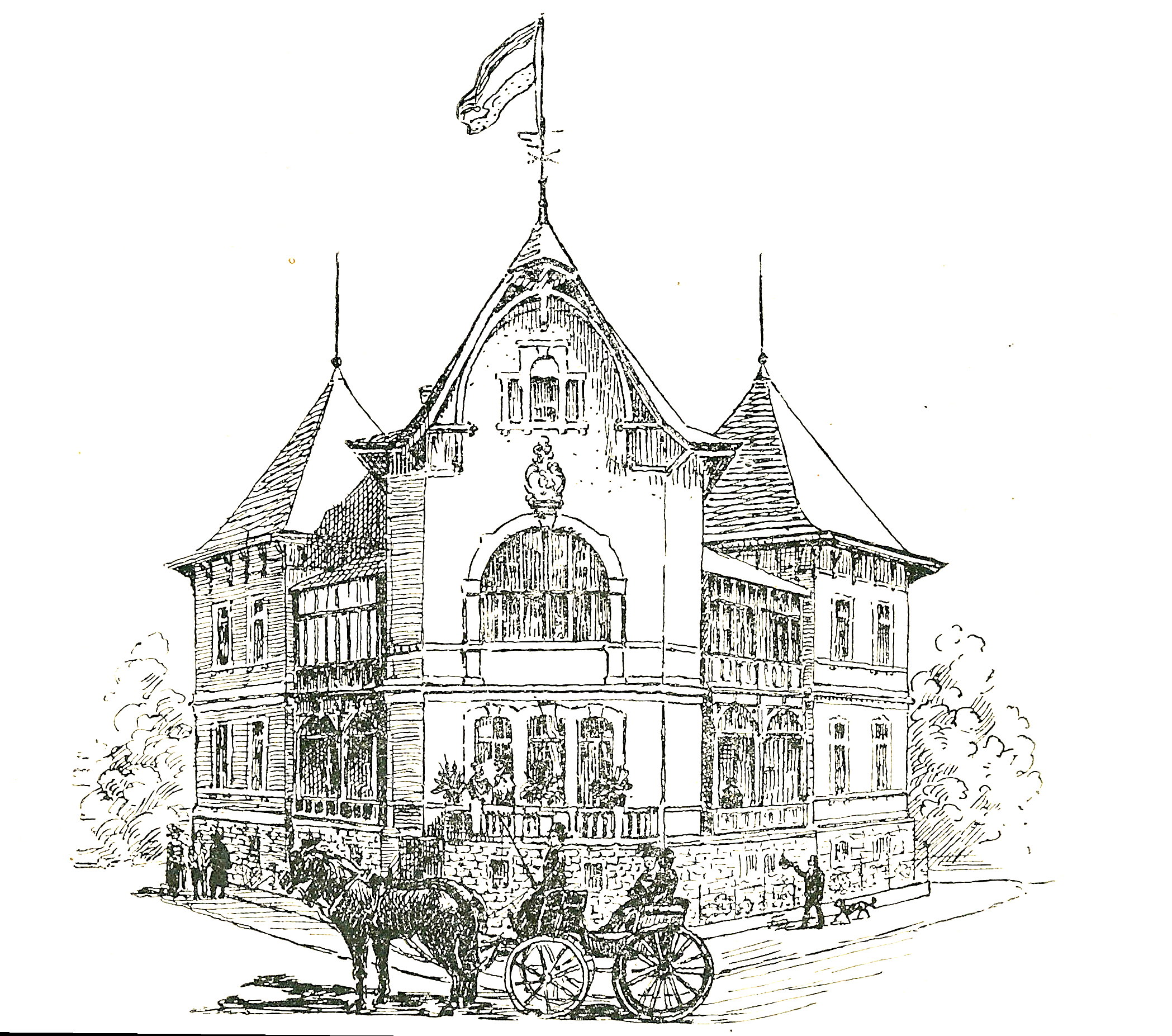
Früheres Corpshaus in der Schönleinstr. 10

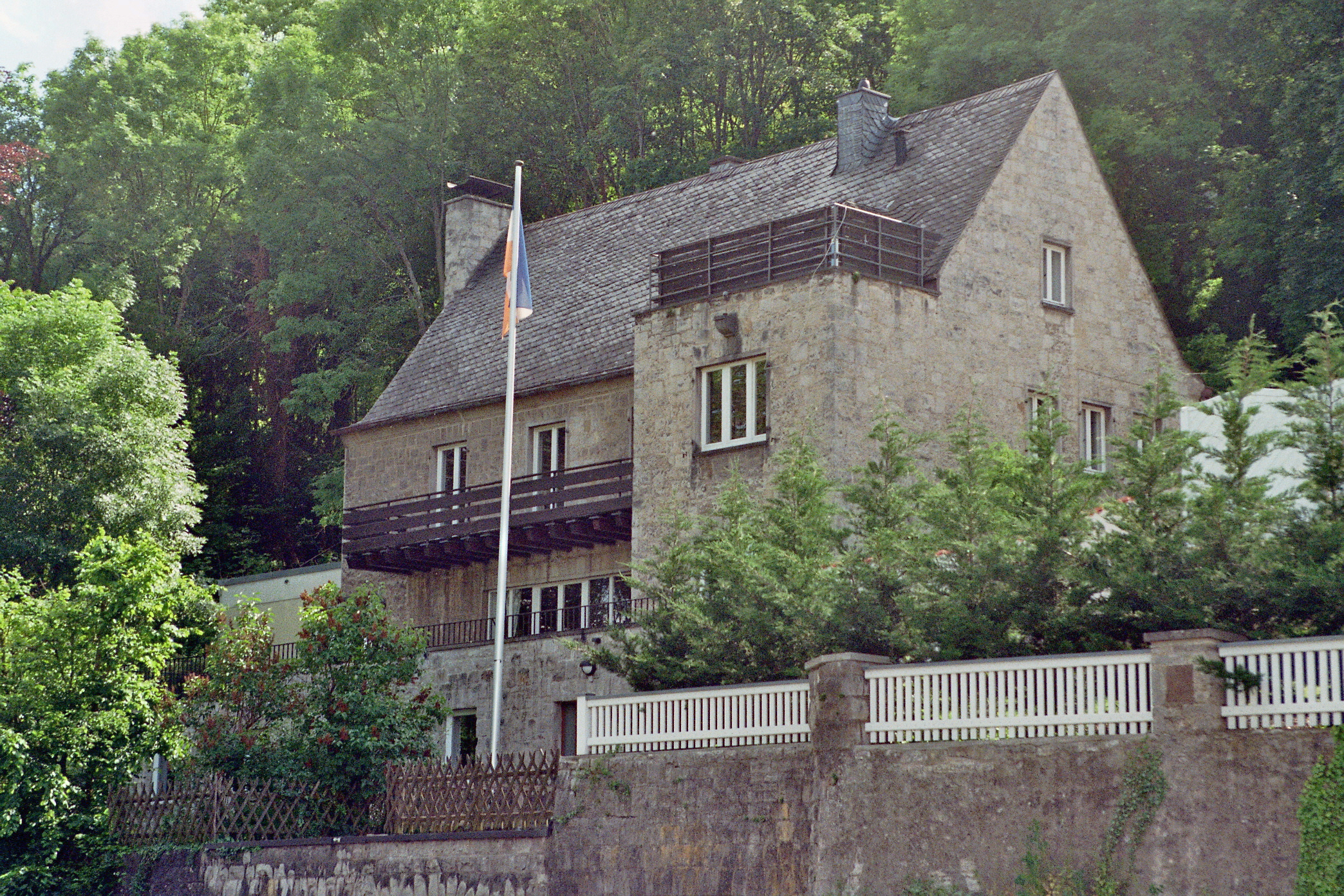
Heutiges Corpshaus der Nassovia

Das zum 60. Stiftungsfest 1896 erbaute repräsentative Corpshaus an der Schönleinstrasse wurde in dem verheerenden Bombenangriff auf Würzburg am 16. März 1945 zerstört. Nach zwischenzeitlicher Anmietung eines Hauses in der Neubergstraße konnte 1961 das jetzige Corpshaus an der Mergentheimer Straße 42 – erbaut in den 1930er Jahren – bezogen und durch den Anbau einer Fecht- und Festhalle für den Aktivenbetrieb tauglich gemacht werden.
Um 2013 erfolgte ein neuer Anbau, welcher weitere 5 Zimmer beinhaltet. Damit wurde der immer wieder drohenden Suspendierung der Nassovia vorgebeugt.

## Verhältnisse
Nassovia gehört keinem der Ende des 19. Jahrhunderts im KSCV gebildeten „Kreise“ an. Kartellbeziehungen bestehen zu Hannovera Göttingen (1855), Borussia Halle (1888/1836), Hasso-Nassovia Marburg (1889 „Eisernes Kartell“/1873/1859), Franconia Tübingen (1904/1860), Normannia Berlin (1920/1857) und Palatia-Guestphalia Freiburg (1976/1952 – in Tradition mit Palatia Straßburg 1874). Sie ist befreundet mit den Corps Rhenania Heidelberg (1849), Silesia Breslau zu Frankfurt/Oder (1875), Saxonia Leipzig (1956), Hellas Wien (1990/1980) und Flaminea Löwen in Belgien (2014). Zwischen Nassovia Würzburg und Visigothia Rostock besteht seit 1954 ein Patenschaftsverhältnis. Visigothia wurde 1991 nach der Wiedervereinigung in Rostock rekonstituiert.

## Bekannte Mitglieder (Auswahl)
(In alphabetischer Reihenfolge)

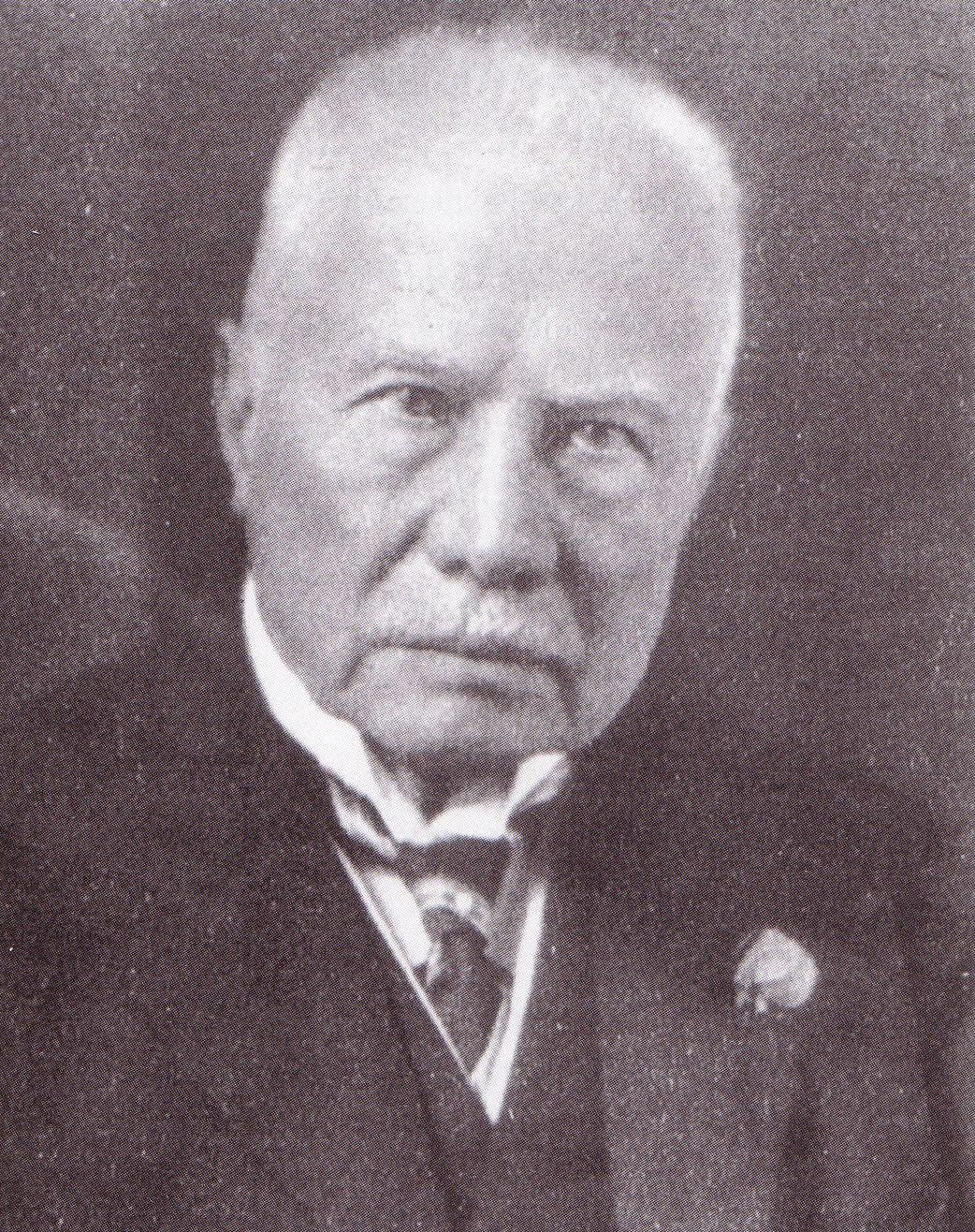
Hermann Kümmell

- Rudolf Berlin (1833–1897), Professor für Augenheilkunde und Rector magnificus in Stuttgart
- Hinrich Bitter-Suermann (* 1940), deutsch-kanadischer Transplantationschirurg
- Karl Heinrich von Bötticher (1833–1907), Reichstagsabgeordneter, Oberpräsident in Schleswig-Holstein und Sachsen, Generalstellvertreter Bismarcks
- Georg Bracht (1831–1881), Landgerichtsrat, Mitglied des Preußischen Abgeordnetenhauses
- Anton Bruggisser (1835–1905), Schweizer Arzt und Politiker
- Emil Burckhardt-De Bary (1853–1905), Urologe, a. o. Professor in Basel
- Julius Cohnheim (1839–1884), Ordinarius für Pathologie in Kiel, Breslau und Leipzig
- Emil Cordes (1829–1900), deutscher Arzt
- Axel Döhn (um 1843–1909), Landrat in Preußisch Stargard und Dirschau
- Friedrich Falk (1840–1893), a.o. Professor für gerichtliche Medizin und Hygiene in Berlin
- Hans Fehr (1874–1961), 1915–1917 neutraler Schweizer, o. Professor für Deutsches Recht in Jena, Halle, Heidelberg und Bern, Ehrenmitglied des Corps
- Gustav Fink (1854–1933), Bürgermeister und Ehrenbürger von Hannover, Mitglied des Preußischen Abgeordnetenhauses
- Ernst Fürstenheim (1836–1904), Urologe
- Carl Fürstner (1848–1906), Neurologe und Psychiater
- Theodor Gies (1845–1912), Professor für Chirurgie an der Universität Rostock
- Richard Greeff (1829–1892), o. Professor für Zoologie und vergleichende Anatomie in Marburg, Rektor
- Josef von Hirsch (1831–1920), Mitarbeiter im väterlichen Bankhaus Hirsch, Ehrenmitglied des Corps
- Adolf Grubenmann (1840–1929), Schweizer Politiker und Arzt
- Ernst Hein (1887–1950), deutscher Verwaltungsjurist und Kommunalbeamter
- Theodor Heynemann (1878–1951), o. Professor für Gynäkologie in Hamburg
- Eduard Hitzig (1838–1907), o. Professor für Psychiatrie in Halle
- Curt Hoff (1888–1950), MdR
- Werner Hollmann (1900–1987), Internist in Potsdam
- Hermann Immermann (1838–1899), Ordinarius in Basel
- Friedrich-Wilhelm Koch (1913–1995), Chirurg und Ärztefunktionär
- Hermann Koechling (1867–1936), Rechtsanwalt und Notar, Vorsitzender der Bochumer Bürgergesellschaft Harmonie
- Hermann Kümmell (1852–1937), o. Professor für Chirurgie, erster Dekan der Medizinischen Fakultät in Hamburg
- Hermann Loerbroks (1883–1954), Generalstaatsanwalt in Berlin
- Hans Lubinus (1893–1973), Chirurg, Segler, Olympiateilnehmer
- Johann Hermann Lubinus (1865–1937), Gründer der ersten orthopädischen Klinik in Kiel
- Emil Mannkopff (1836–1918), Internist in Marburg
- Friedrich Martin (um 1821–1868), Amtmann des Amts Königstein, Landrat
- Alfred Richard Meyer (1882–1956), Chefredakteur, Schriftsteller und Verleger
- Gustav Nachtigal (1834–1885), Reichskommissar für Westafrika, Präsident der Deutsch-Afrikanischen Gesellschaft und der Gesellschaft für Erdkunde
- August Pfeiffer (1848–1919 ebenda), Arzt und Bakteriologe
- Moritz Pistor (1835–1924), Geheimer Obermedizinalrat, Vortragenden Rat im preußischen Kultusministerium
- Richard Pott (1844–1903), Pädiater
- Franz Preuschen von Liebenstein (1845–1908), Gynäkologe
- Wilhelm Scheffer (1844–1898), MdR
- Karl Schroeder (1838–1887), 1862 Vorsitzender des oKC, o. Professor für Gynäkologie und Geburtshilfe
- Albert Voß (1837–1906), Prähistoriker
- Rudolf Wahrendorff (1864–1932), Psychiater
- Robert Wanke (1896–1962), Chirurg, o. Professor in Kiel
- Ulrich von Witten (1926–2015), Oberstadtdirektor der Stadt Celle